# Dune: Part Two
Dune: Part Two (en España, Dune: parte dos; en Hispanoamérica, Duna: parte dos) es una película épica de ciencia ficción de 2024 dirigida por Denis Villeneuve a partir de un guion coescrito junto a Jon Spaihts. Sirviendo como secuela directa de la película de 2021, es la segunda parte de una adaptación de la novela homónima de 1965 de Frank Herbert, y que cubre la segunda parte del libro (titulada Muad'Dib). El reparto principal lo componen Timothée Chalamet, Zendaya, Rebecca Ferguson, Josh Brolin, Austin Butler, Florence Pugh, Dave Bautista, Christopher Walken, Stephen McKinley Henderson, Léa Seydoux, Souheila Yacoub, Stellan Skarsgård, Charlotte Rampling, Javier Bardem y Anya Taylor-Joy.
El proyecto se puso en marcha después de que Legendary Entertainment adquiriera los derechos cinematográficos y televisivos de Dune en 2016. Villeneuve firmó como director de la película en 2017, con la intención de hacer una adaptación de la novela en dos partes debido a su complejidad. Los contratos de producción solo garantizaban la producción de la primera, mientras que la decisión de producir la continuación dependería de la recepción de esta. Aunque el director estaba preocupado por el resultado de la secuela después de que la primera película se hubiera estrenado en cines y HBO Max simultáneamente, la compañía Warner Bros. le aseguró la secuela si funcionaba bien en dicha plataforma de streaming. Después del éxito de taquilla y de crítica de esa primera parte, en octubre de 2021 tanto la Warner como Legendary Entertainment dieron luz verde a la segunda.
El rodaje comenzó en julio de 2022 en Budapest, con una filmación preliminar en la tumba de Brion en la localidad italiana de Altivole, para trasladarse en noviembre a Abu Dabi, y concluyó el 9 de diciembre de ese año.
El estreno mundial se celebró el 6 de febrero de 2024 en el Auditorio Nacional de la Ciudad de México. Seguidamente se presentó  en el Odeon Luxe Leicester Square de Londres el 15 de febrero de 2024. En los Estados Unidos se reprogramó para el 1 de marzo de 2024, tras haberse retrasado su lanzamiento inicial, a finales de 2023, debido a las conflictos laborales en Hollywood de ese mismo año. Recibió críticas positivas y recaudó $714.8 millones en todo el mundo, estableciendo varios récords, superando a su predecesora y convirtiéndose en la quinta película más taquillera de 2024. Ha recibido numerosos premios, siendo nombrada una de las 10 mejores películas de 2024 por el American Film Institute y recibiendo dos nominaciones en la 82.ª edición de los Premios Globo de Oro, incluida Mejor película dramática. Se está desarrollando una tercera parte basada en la novela de Herbert de 1969, El mesías de Dune.

## Argumento
La princesa Irulan Corrino escribe en secreto que Paul Atreides aún puede estar vivo, mientras que su padre, el emperador Shaddam IV, está abatido después de haber promovido la caída de la Casa Atreides. 
De camino a Sietch Tabr, en Arrakis, los combatientes Fremen de Stilgar, además de Paul y lady Jessica, escapan de una emboscada urdida por los Harkonnen. En el Sietch sospechan que Jessica y Paul son espías, mientras que algunos Fremen confían en ellos y la profecía de una madre y un hijo que traerán prosperidad a Arrakis.
Stilgar informa a Jessica de que su Reverenda Madre está muriendo y convence a Jessica de que la reemplace bebiendo «agua de vida», un veneno fatal para los hombres y los no entrenados. Ella transmuta el veneno y, al hacerlo, sobrevive y hereda los recuerdos de cada antepasada femenina de su linaje genético. 
Sin que nadie más que ella y Paul lo sepan, Jessica está embarazada; el agua de vida despierta prematuramente la mente de su hija Alia antes de nacer. Después de esto, Jessica tiene conversaciones espirituales con su hija nonata y cree que las gentes del norte de Arrakis deben ser convencidas primero de la profecía, comenzando con los más débiles y vulnerables. Chani y su amiga Shishakli piensan que la profecía es falsa, pero cuando Paul pronuncia un discurso sobre no buscar el poder y querer solo luchar junto a ellos, Chani comienza a sentir respeto por él.
Paul adopta las costumbres Fremen, supera pruebas como montar en un gusano de arena y aprende su idioma. Tras entablar una relación romántica con Chani, se convierte en luchador Fedaykin y ayuda en las incursiones contra los recolectores Harkonnen de especia que trabajan en el planeta; así se gana el nombre Fremen de Usul y el sobrenombre de Muad'Dib. Jessica guía espiritualmente su ascenso y le ayuda a imbuirse de la religión de la que se ha vuelto figura prominente. 
Rabban, que está perdiendo el control sobre la producción de la especia en el planeta, intensifica las incursiones contra los Fremen para complacer a su tío, el barón Vladimir Harkonnen, pero fracasa y el barón nombra a su sobrino menor, Feyd-Rautha, nuevo gobernante de Arrakis, para tratar de aumentar la producción de la especia en el planeta. Margot Fenring, una acólita de la Bene Gesserit enviada por la Reverenda Madre Gaius Mohiam, seduce a Feyd para quedar embarazada de él y preservar así sus genes en el caso de que el linaje de Paul se extinguiera.
Jessica completa su búsqueda religiosa en el Norte y viaja al Sur para unirse con los fundamentalistas. Sin embargo, Paul teme que se desencadene una sangrienta guerra santa si avanza hacia el Sur como un mesías, por lo que decide permanecer en el Norte. Allí se reencuentra con Gurney Halleck, quien se había unido a los contrabandistas de especia después de la caída de los Atreides y este conduce a Paul al lugar donde se ocultan las ojivas atómicas de la Casa Atreides. 
El ejército de Feyd ataca Sietch Tabr, mata a Shishakli y obliga a los supervivientes, Paul incluido, a viajar hacia el Sur, donde Jessica descubre que el agua de vida es un líquido excretado por un gusano de arena adolescente una vez que se lo ahoga. En contra de los deseos de Chani, Paul consume el agua de vida y cae en coma, pero Chani logra despertarlo, tras lo cual Paul alcanza un sentido más claro del pasado y del futuro, tiene una visión de Alia y finalmente se le revela que el barón Vladimir Harkonnen es su abuelo materno.
Los líderes Fremen del Sur esperan que Paul desafíe a Stilgar por el liderazgo, pero Paul se niega. Finalmente, aceptando su destino mesiánico, Paul se declara Lisan al Gaib, asumiendo pleno poder sobre los Fremen y desafiando al emperador, molesto por los problemas de producción de la especia, quien llega al planeta Arrakis con Irulan, Mohiam y sus tropas Sardaukar. Paul interrumpe la confrontación del emperador con el barón Vladimir Harkonnen, lanzando ojivas atómicas a la fortaleza de Arrakeen. Cabalgando sobre gusanos de arena, los Fremen derrotan a las huestes Sardaukar y rompen las defensas de Arrakeen. Durante los combates, Gurney mata a Rabban, vengando finalmente a Leto y a sus camaradas.
Dentro de Arrakeen, Paul entra a la sala del trono, y antes de matar al barón con una daga ceremonial, le revela que él es su abuelo. Después ordena que el emperador y su séquito sean transportados a la Residencia como prisioneros de guerra, donde amenaza con destruir la especia planetaria para siempre, con las reservas atómicas restantes en su poder, que fueron llevadas en secreto al planeta por su padre, a menos que el emperador le entregue el trono imperial y le conceda en matrimonio la mano de su hija. 
El emperador reconoce que mató a su padre y su familia es débil, Paul le pide al emperador luchar o designar a un campeón para la batalla a muerte, Feyd-Rautha desafía a Paul a un duelo como campeón del emperador. Aunque en un principio parece que Feyd-Rautha va a ganar, pues lograr apuñalar a Paul en el abdomen, este se hace el indefenso y el ego de Feyd-Rautha hace que se acerque a Paul sin ningún tipo de precaución, ocasión que Paul aprovecha para apuñalar a Feyd directamente en el corazón. Este le dice "Has luchado bien, Atreides" y cae al suelo, muerto. 
Paul camina hacia el emperador para amenazarlo nuevamente, Irulan accede a casarse con Paul, mientras que el emperador sucumbe al ultimátum de Paul, arrodillándose ante su anillo de sello y así lograr que la producción de la especia pueda seguir. Chani, despechada por la decisión de Paul de casarse con Irulan, abandona la Residencia y se prepara para cabalgar un gusano de arena en otro lugar. 
Por encima de Arrakeen, las naves espaciales de combate que representan a muchas Grandes Casas, llegan al planeta para respaldar al emperador, se niegan a aceptar el ascenso de Paul para convertirse en el nuevo emperador y no aceptan la amenaza de destruir las reservas de especia, por considerar no es creíble. Mientras Paul ordena a su ejército Fremen «llevarlo al paraíso», Jessica y Alia concluyen que este es el comienzo de la guerra santa de Muad’Dib, ellos suben a las naves del emperador y ascienden al espacio para iniciar una batalla contra todas las naves de combate de las Grandes Casas que permanecen en órbita al planeta.

## Reparto
- Timothée Chalamet como el duque Paul Atreides, el duque de la Casa Atreides, al que los fremen llaman "Muad'Dib".
- Zendaya como Chani, una joven fremen e interés amoroso de Paul.
- Rebecca Ferguson como Lady Jessica, la madre Bene Gesserit de Paul y concubina del difunto padre de Paul, el duque Leto.
- Josh Brolin como Gurney Halleck, maestro de armas de la Casa Atreides y mentor de Paul.
- Austin Butler como Feyd-Rautha, el sobrino más joven del barón Harkonnen y sucesor planificado en Arrakis.
- Florence Pugh como la Princesa Irulan Corrino, la hija del emperador.
- Dave Bautista como Glossu Rabban, el bruto sobrino del barón Harkonnen.
- Christopher Walken como Shaddam Corrino IV, el emperador de la Casa Corrino.
- Léa Seydoux como Lady Margot, una Bene Gesserit y amiga cercana del emperador.
- Souheila Yacoub como Shishakli, una guerrera fremen y amiga de Chani.
- Stellan Skarsgård como el barón Vladimir Harkonnen, enemigo acérrimo de Leto y antiguo administrador de Arrakis.
- Charlotte Rampling como Gaius Helen Mohiam, una Reverenda Madre Bene Gesserit y Decidora de Verdad del emperador.
- Javier Bardem como Stilgar, líder de la tribu fremen en Sietch Tabr.

Adicionalmente, Anya Taylor-Joy aparece en un cameo como Alia Atreides, hermana menor de Paul Atreides. Stephen McKinley Henderson y Roger Yuan grabaron escenas como Thufir Hawat, el mentat de la casa Atreides, y como el teniente Lanville, respectivamente, sin embargo estas no llegaron al corte final, al igual que Tim Blake Nelson en una interpretación sin concretar. El director les agradeció su participación en los créditos. Babs Olusanmokun retomó su papel de Jamis en la parte uno.

## Producción

### Desarrollo

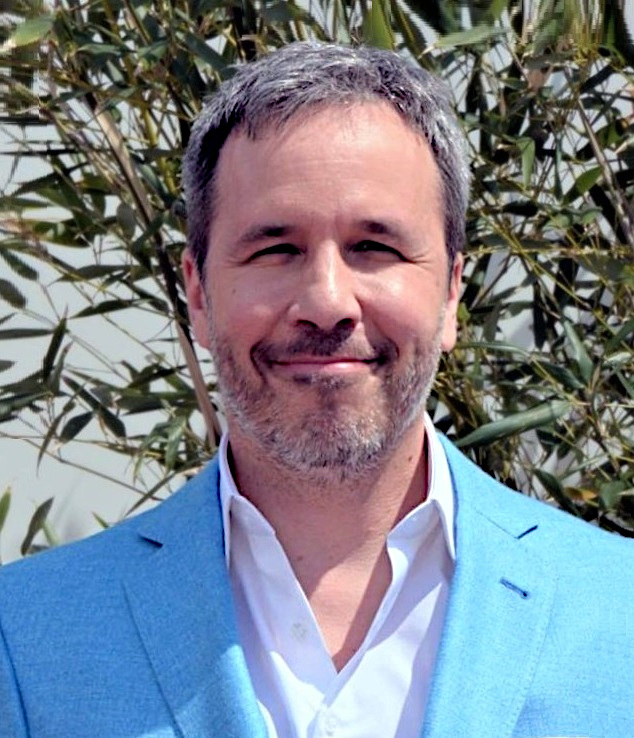
Denis Villeneuve volvió a dirigir y coescribir Dune: parte dos.

En marzo de 2018, el director Denis Villeneuve declaró que su objetivo era adaptar la novela en una serie de películas en dos partes. Villeneuve finalmente aseguró un contrato de dos películas con Warner Bros. Pictures, en el mismo estilo que la adaptación en dos partes de It, de Stephen King, en 2017 y 2019. Afirmó que "no estaría de acuerdo en hacer esta adaptación del libro con una sola película", ya que Dune era "demasiado complejo" con "poder en los detalles" que una sola película no podría capturar. En enero de 2019, se confirmó que Joe Walker se desempeñaría como editor de la película. Otros miembros del equipo que se añadieron fueron Brad Riker como director de arte supervisor; Patrice Vermette como diseñadora de producción; Paul Lambert como supervisor de efectos visuales; Gerd Nefzer como supervisor de efectos especiales; y Thomas Struthers como coordinador de dobles. Dune: parte dos fue producida por Villeneuve, Mary Parent y Cale Boyter, con Tanya Lapointe, Brian Herbert, Byron Merritt, Kim Herbert, Thomas Tull, Jon Spaihts, Richard P. Rubinstein, John Harrison y Herbert W. Gain sirviendo como productores ejecutivos y Kevin J. Anderson como consultor creativo. El CEO de Legendary Pictures, Joshua Grode, confirmó en abril de 2019 que planeaban hacer una secuela y agregó que "hay un lugar lógico para detener la [primera] película antes de que termine el libro".
 

En diciembre de 2020, Villeneuve declaró que debido al plan de Warner Bros. de estrenar la película en los cines y en HBO Max al mismo tiempo, la primera película podría tener un rendimiento financiero inferior, lo que podría llevar a la cancelación de la secuela planificada. En una proyección IMAX de los primeros diez minutos de la primera película, el logotipo del título decía Dune: Part One (Dune: parte uno), lo que daba crédito a los planes para la secuela. En agosto de 2021, Villeneuve habló con más confianza sobre las posibilidades de filmar la secuela y su entusiasmo por trabajar nuevamente con Timothée Chalamet y Zendaya, mientras aseguraba que Chani tendría un papel más importante en la secuela. 

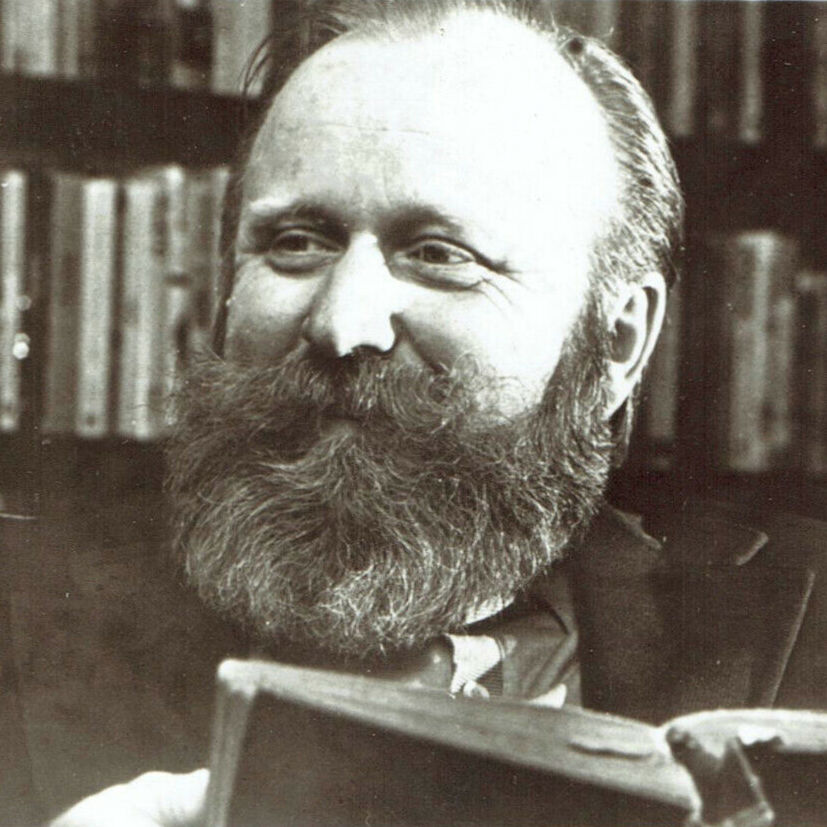
Frank Herbert, autor de las obras de Dune.

Villeneuve dijo en el Festival de Cine de Venecia antes del debut de la primera película que estaba planificando una trilogía, la segunda parte basada en la segunda mitad de la primera novela y la tercera película basada en El mesías de Dune. Warner Bros. aseguró a Villeneuve que se daría luz verde a una secuela siempre y cuando la primera película funcionara bien en HBO Max. Apenas unos días antes del estreno de la primera película, la directora ejecutiva de Warner Bros., Ann Sarnoff, declaró: "¿Tendremos una secuela de Dune? Si miras la película, verás cómo termina. Creo que sabes la respuesta a eso".
El 26 de octubre de 2021, Legendary Pictures dio oficialmente luz verde a Dune: parte dos con un portavoz de la compañía que dijo: "No hubiéramos llegado a este punto sin la extraordinaria visión de Denis y el increíble trabajo de su talentoso equipo, los escritores, nuestro elenco estelar, nuestros socios en Warner Bros. y, por supuesto, ¡los fans! Brindemos por más Dune". Un punto clave de negociación antes de dar luz verde a la secuela fue asegurar que esta tuviera una proyección exclusiva en la que solo se mostraría en cines, con Legendary Pictures y Warner Bros. acordando darle a Dune: parte dos una proyección preferente de 45 días antes de que estuviera disponible a través de otros canales. Villeneuve dijo que esta exclusividad de los cines era una "condición innegociable" y que "la experiencia del cine está para mí en el corazón mismo del lenguaje cinematográfico". Con Dune: parte dos confirmada, Villeneuve dijo que su principal preocupación era completar la filmación lo antes posible, y que esperaba comenzar lo más pronto posible en el último trimestre de 2022. Sin embargo, dijo que la producción de la segunda película se benefició de todo el trabajo ya establecido en la primera y que ello podía ayudar a acelerar la producción.

### Guion
Eric Roth fue contratado para coescribir el guion en abril de 2017, y más tarde se confirmó que Jon Spaihts co-escribiría el guion junto con Roth y Villeneuve. También se confirmó que el creador de lenguajes de Game of Thrones, David Peterson, estaba desarrollando lenguajes para la película en abril de 2019. En noviembre de 2019, Spaihts renunció como showrunner en la serie precuela Dune: The Sisterhood (renombrada posteriormente como Dune: Prophecy) para centrarse en Dune: parte dos. En junio de 2020, Greig Fraser dijo: "Es una historia completa en sí misma con lugares a los que ir. Es una película épica completamente independiente de la que la gente sacará mucho provecho cuando la vea". En febrero de 2021, Eric Roth declaró que había escrito un tratamiento completo para la secuela. En agosto de 2021, Villeneuve también confirmó que había comenzado a escribir el guion. En marzo de 2022, Villeneuve reveló que el guion estaba casi terminado.
El 14 de marzo de 2023, en una entrevista con Variety, la diseñadora de vestuario de Dune: parte dos, Jacqueline West, comentó todo lo que habían preparado:

En la secuela, realmente te sumerges en los diferentes mundos de Dune. Vemos cómo es el mundo del emperador. Vamos a su planeta. Pasamos mucho tiempo en Giedi Prime, el planeta Harkonnen. Pasamos mucho tiempo en el mundo de Stellan Skarsgård (Vladimir Harkonnen).

Feyd-Rautha Harkonnen también entra en esta historia, brillantemente interpretado por Austin Butler, Elvis. Está bastante fabuloso.

Todos los mundos se expanden. Se trataba de crear tres mundos separados y de aspecto diferente y también de volver a visitar a las Bene Gesserit, las antiguas con estos disfraces que casi parecen momias egipcias. Creo que es visualmente impresionante, los escenarios, la cinematografía y los conceptos. Todo esto ha provocado que la segunda haya requerido mucho más trabajo ya que hicimos muchos disfraces.

Villeneuve declaró que la película continuaría directamente desde la primera parte, definiéndola específicamente como la "segunda parte". Describió el film como una "película de guerra épica", y agregó que si bien la primera película era más "contemplativa", la segunda presentaría más acción. La historia central gira en torno al control de la especia, un mineral psicodélico que otorga a sus usuarios superpoderes y que se encuentra exclusivamente en Arrakis, destacando temas de ecologismo y explotación. Sin embargo, Villeneuve buscó anclar estos conceptos abstractos a los personajes, principalmente a través de Paul y Chani. Presentados ambos a través de una "historia de amor épica", Villeneuve los describió como el "epicentro de la historia". Inicialmente, Zendaya encontró dificultades para crear un diálogo y comentó que "fue divertido tratar de descubrir en esta charla espacial futurista cómo coquetearían". Chalamet también agregó que Paul estaría fuertemente influenciado por Chani, sirviendo como su "brújula moral". Además, Paul se arraiga profundamente en la cultura fremen, desarrollando un vínculo más estrecho con Stilgar, quien se convierte en su mentor y figura paterna sustituta, mientras surgen tensiones entre Chani y Lady Jessica, ya que Chani es consciente de que los planes de Jessica afectan negativamente a los fremen.
Después de la primera película, se describe al barón Harkonnen como muy debilitado y dependiente de estar sumergido en fluidos, mientras se enfoca en elegir un heredero: Glossu Rabban o Feyd-Rautha, ambos sobrinos suyos. Rabban se describe como un mal estratega, mientras que Feyd-Rautha se muestra inteligente y carismático. Lady Jessica está también muy traumatizada por la muerte del duque Leto, siendo comparada con Paul como una "superviviente" y elaborando estrategias para realizar las ambiciones de la hermandad Bene Gesserit, cuyo objetivo es cumplir su profecía para maximizar el potencial humano, sin tener en cuenta la moralidad y la ética. También hay un enfoque adicional en el aspecto político, con la princesa Irulan temiendo que su padre, el emperador Shaddam IV, pierda su trono debido a su pérdida de influencia sobre las facciones en guerra.
Craig Mazin escribió material literario adicional para la película.

### Casting
En marzo de 2022, Florence Pugh y Austin Butler iniciaron conversaciones para unirse a la película como la Princesa Irulan y el heredero de Harkonnen, Feyd-Rautha, respectivamente. En mayo de 2022, Christopher Walken se unió al elenco como el emperador Shaddam IV. En junio de 2022, Léa Seydoux entró en negociaciones para formar parte del reparto como Lady Margot. En julio de 2022, se informó que Souheila Yacoub interpretaría a Shishakli. A principios de enero de 2023, The Hollywood Reporter se hizo eco de un fichaje tardío: Tim Blake Nelson, cuyo papel, a diferencia de los citados, no trascendió. El 15 de febrero de 2024, antes del estreno mundial en Londres, se anunció que Anya Taylor-Joy interpretaría a Alia Atreides.

### Rodaje

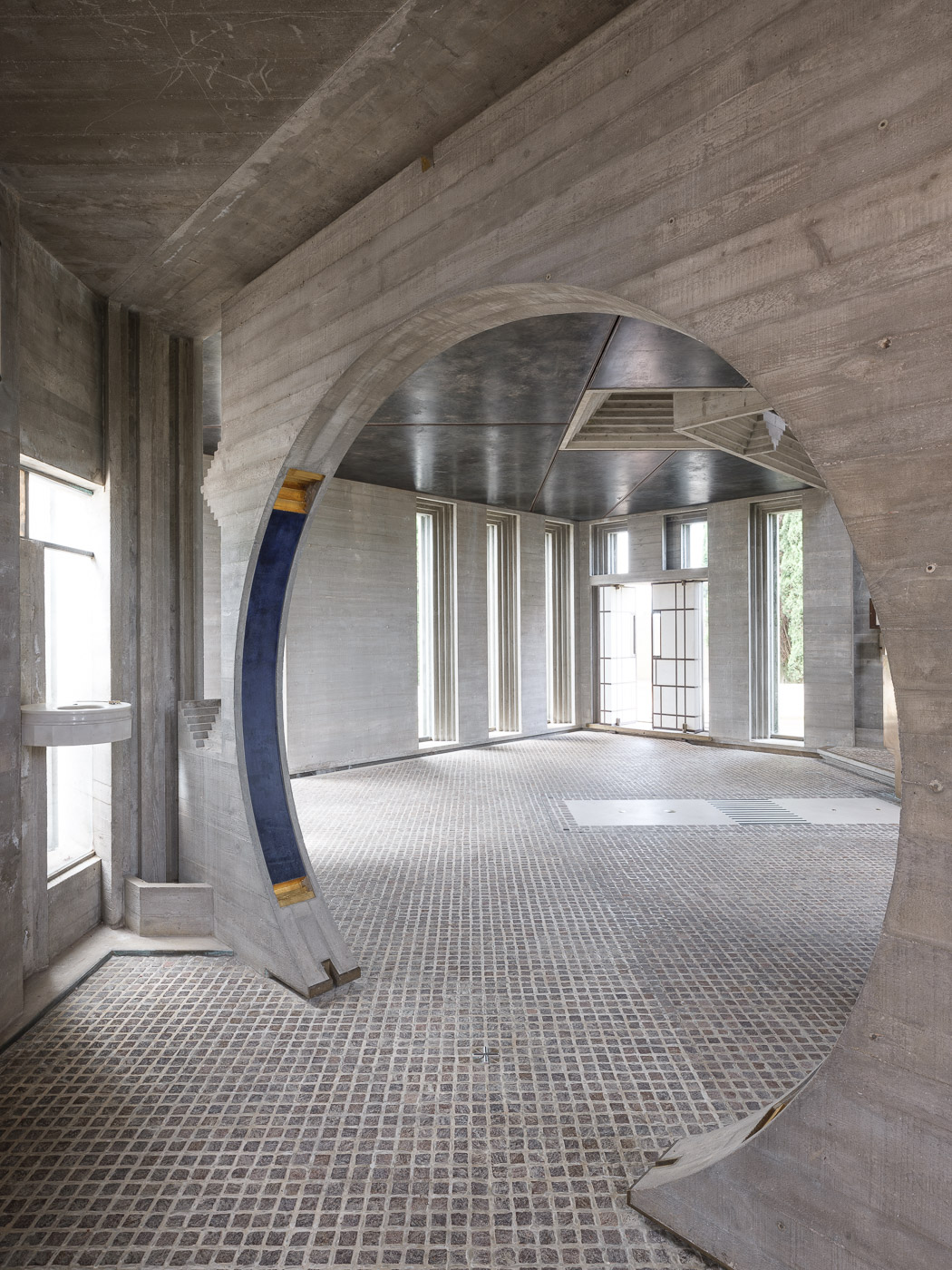
Mausoleo de Brion en Altivole, Italia, donde se realizó la filmación previa al rodaje de Dune: parte dos.

El rodaje preliminar comenzó el 4 de julio de 2022 en la tumba de Brion, en Altivole, Italia, durante dos días. La fotografía principal tenía prevista su comienzo para el 21 de julio de 2022 en Budapest, Hungría; sin embargo, empezó tres días antes. Villeneuve dijo que la película se filmó en su totalidad con cámaras IMAX y que el equipo buscó nuevos lugares de filmación y construyó nuevos escenarios para "evitar repeticiones". La cuenta oficial de Twitter de la película lo anunció así: "Estamos rodando. La producción de Dune: parte dos ha comenzado", con una imagen de la tablilla.
El rodaje en Abu Dabi estuvo programado para comenzar en noviembre de 2022.
Dune: parte dos terminó de rodarse el 9 de diciembre de 2022.
Para las escenas románticas entre Paul y Chani, estas se filmaron principalmente en lugares remotos de Jordania durante la hora dorada. Las escenas a menudo se filmaban lo más rápido posible, con solo una ventana de una hora disponible.

### Marketing
Villeneuve, Chalamet y Zendaya discutieron y promocionaron la película en el panel de Warner Bros. en CinemaCon el 27 de abril de 2023, donde debutó un tráiler. El 2 de mayo de 2023, Warner presentó el primer póster oficial así como un teaser tráiler, anunciando el primer tráiler oficial para el día siguiente.
El 29 de junio de 2023 se mostró el segundo tráiler oficial y el 12 de diciembre de 2023 el tercero.

## Música

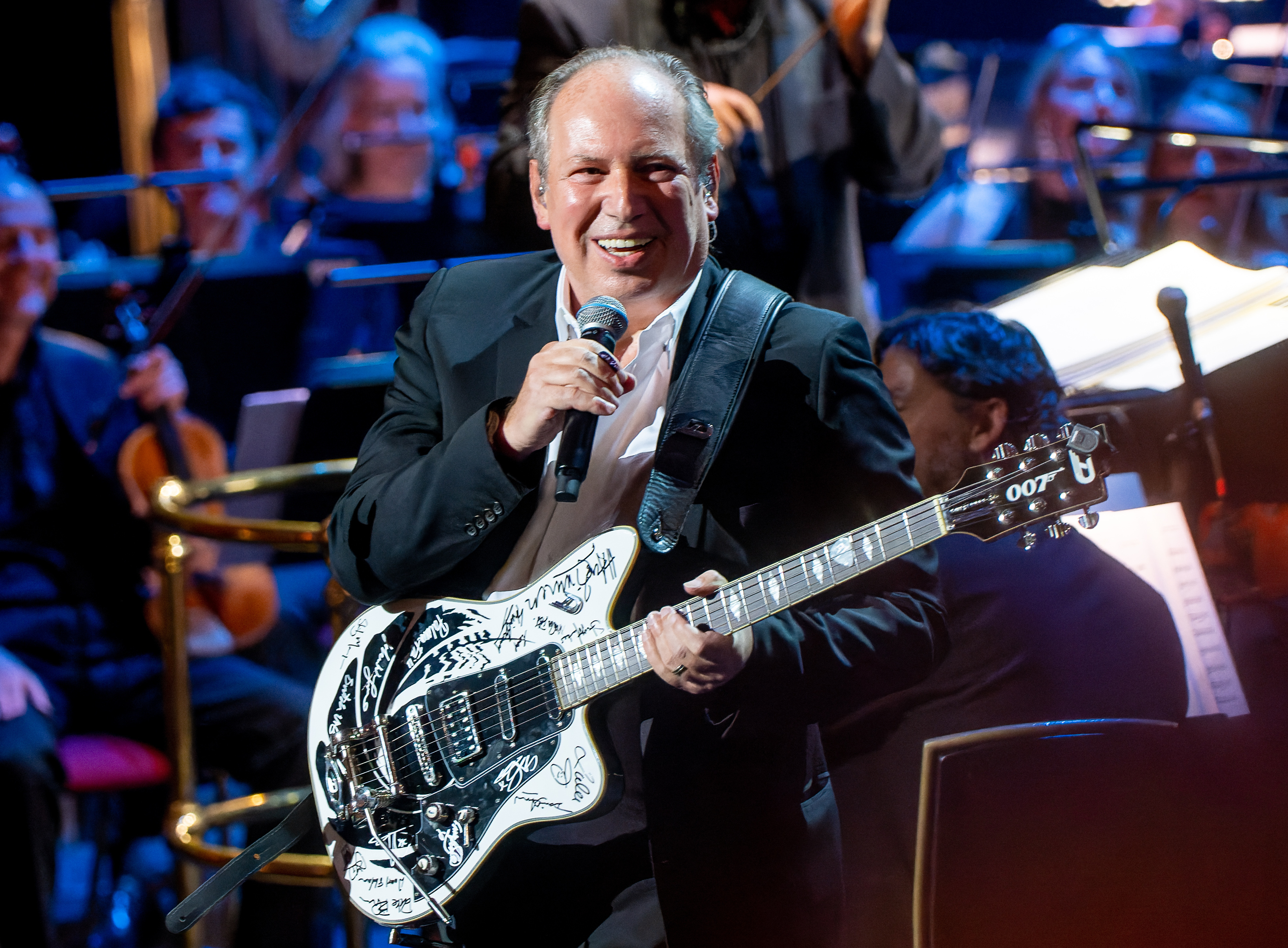
Hans Zimmer volvió a componer la banda sonora de Dune: parte dos.

Hans Zimmer volvió a ser contratado para componer la banda sonora de la película después de haberlo hecho para la primera. Zimmer había compuesto más de 90 minutos de música antes del anuncio de la película para ayudar a inspirar a Villeneuve al escribir.

## Estreno
El 6 de febrero de 2024 tuvo lugar el estreno mundial en el Auditorio Nacional de la Ciudad de México. Seguidamente, la película fue presentada en el Odeon Luxe Leicester Square de Londres el 15 de febrero de 2024. En Estados Unidos, el estreno de la película estuvo programado para el 1 de marzo de 2024 a causa de los conflictos laborales en Hollywood de 2023. La fecha de estreno se anunció originalmente para el 20 de octubre, el 17 de noviembre de 2023 y, finalmente, el 15 de marzo de 2024.
El 29 de noviembre de 2023 se informó que a pesar de que Legendary Pictures cerraba un acuerdo con Sony para distribuir sus películas, la distribución de Dune: parte dos seguiría corriendo a cargo de Warner Bros. Pictures, al igual que la serie precuela Dune: The Sisterhood (denominada posteriormente Dune: Prophecy).

## Premios
Dune: parte dos recibió nominaciones a Mejor aventura de fantasía y el premio Don LaFontaine a la mejor voz en off en los Golden Trailer Awards 2023. Fue nominada a la película más esperada en la sexta edición de los premios de cine de mitad de temporada de la Asociación de Críticos de Hollywood.
| Ceremonia             | Fecha               | Categoría                  | Destinatario(s)                                                         | Resultado | Ref.   |
| --------------------- | ------------------- | -------------------------- | ----------------------------------------------------------------------- | --------- | ------ |
| Premios Óscar         | 2 de marzo de 2025  | Mejor película             | Mary Parent, Denis Villeneuve, Cale Boyter y Tanya Lapointe             | Nominada  | [ 62 ] |
| Premios Óscar         | 2 de marzo de 2025  | Mejor sonido               | Gareth John, Richard King, Doug Hemphill y Ron Bartlett                 | Ganadores | [ 62 ] |
| Premios Óscar         | 2 de marzo de 2025  | Mejor fotografía           | Greig Fraser                                                            | Nominado  | [ 62 ] |
| Premios Óscar         | 2 de marzo de 2025  | Mejor diseño de producción | Patrice Vermette y Shane Vieau                                          | Nominados | [ 62 ] |
| Premios Óscar         | 2 de marzo de 2025  | Mejores efectos visuales   | Paul Lambert, Stephen James, Tristan Myles, Rhys Salcombe y Gerd Nefzer | Ganadores | [ 62 ] |
| Premios Globos de Oro | 5 de enero de 2025  | Mejor película dramática   | Dune                                                                    | Nominada  | [ 63 ] |
| Premios Globos de Oro | 5 de enero de 2025  | Mejor banda sonora         | Hans Zimmer                                                             | Nominada  | [ 63 ] |
| Premios Sant Jordi    | 29 de abril de 2025 | Mejor película extranjera  | Dune: parte dos                                                         | Ganadora  | [ 64 ] |

## Futuro
Villeneuve expresó interés en hacer una tercera película basada en El mesías de Dune, la segunda novela de la serie, y agregó que la posibilidad de la película dependía del éxito de Dune: parte dos. El guionista Jon Spaihts también reiteró en marzo de 2022 que Villeneuve tenía planes para una tercera película y una serie de televisión derivada. En julio de 2023, aún sin estrenarse la parte dos, Deadline confirmó la proyectada trilogía del director canadiense, y que Dune: parte tres adaptaría la historia de El mesías de Dune.
En abril de 2024 se confirmó que el realizador dirigiría El mesías de Dune.